# Черневиці (Лодзинське воєводство)
Черневиці (пол. Czerniewice) — село в Польщі, у гміні Черневиці Томашовського повіту Лодзинського воєводства.
Населення — 896 осіб (2011).
У 1975-1998 роках село належало до Пйотрковського воєводства.

## Демографія
Демографічна структура станом на 31 березня 2011 року:
|          | Загалом | Допрацездатний вік | Працездатний вік | Постпрацездатний вік |
| -------- | ------- | ------------------ | ---------------- | -------------------- |
| Чоловіки | 447     | 94                 | 321              | 32                   |
| Жінки    | 449     | 90                 | 281              | 78                   |
| Разом    | 896     | 184                | 602              | 110                  |